# メッカ (バンド)
メッカ (Mecca) は、アメリカ合衆国のバンド。
ファースト・アルバム『メッカ』は、ファーギー・フレデリクセン、デヴィッド・ハンゲイトという元TOTOの2人が参加し、元サバイバーのジム・ピートリックがラリー・ミラスと共同でプロデュースしている。

## メンバー
ファースト・アルバム時
- ジョー・ヴァナ (Joe Vana) - ボーカル
- ファーギー・フレデリクセン (Fergie Frederiksen) - ボーカル
- デヴィッド・ハンゲイト (David Hungate) - ベース
- シャノン・フォレスト (Shannon Forrest) - ドラム、パーカッション
- ジミー・ニコルス (Jimmy Nichols) - キーボード
- マイク・アキーノ (Mike Aquino) - ギター

## ディスコグラフィ

### アルバム
- 『メッカ』 - Mecca (2002年)
- Undeniable (2011年)
- III (2016年)
- The Demos (2017年)